# Cerco de Taormina (962)
O Cerco de Taormina em 962 foi um cerco bem-sucedido pelos governadores fatímidas da Sicília à fortaleza bizantina na ilha, Taormina.

## Cerco e rescaldo
O cerco foi liderado pelos cálbidas Amade ibne Haçane e Haçane Abenamar, e durou 30 semanas, até a queda da cidade no Natal de 962. 1 570 habitantes (aproximadamente ⅕ da população) tornaram-se escravos e foram levados ao califa fatímida Almuiz Aldim Alá (r. 953–975);[carece de fontes?] a cidade foi renomeada Almuizia (al-Mu'izziyya) e colonos muçulmanos foram trazidos. Após as vitórias fatímidas no Cerco de Rometa e a Batalha do Estreito em 964–965, a queda de Taormina marcou o fim dos últimos pontos de apoio bizantinos na Sicília, e a conclusão da conquista muçulmana da Sicília.